# Pyrocoelia matsumurai
Pyrocoelia matsumurai is een keversoort uit de familie glimwormen (Lampyridae). De wetenschappelijke naam van de soort is voor het eerst geldig gepubliceerd in 1963 door Nakane.